# Всадники революции
«Всадники революции» — фильм режиссёра Камиля Ярматова.
Фильм входит в историко-революционную трилогию Камиля Ярматова («Буря над Азией» , «Всадники революции» и «Гибель Чёрного консула»).

## Сюжет
В первой сцене фильма изображена сцена избавления Камила Юлдашева (Мухтар Ага-Мирзаев) от смертной казни через повешение за участие в Джизакском мятеже. После чтения приговора военного трибунала Туркестанской дивизии возникает суматоха и Азнавур-палван бросает в конвой гранату. 
В следующей сцене Камил Юлдашев уже командир эскадрона частей особого назначения объясняет своим джигитам задачу по обезвреживанию банды Абдуллы Курбаши, которая затаилась после разгрома в горах Байсуна. Банда имеет связь с предателем в среде советского руководства края. Об этом Юлдашеву пытается сообщить мельник, которого смертельно ранят бандиты. Чекисты перехватывают аэроплана, в котором у убитого связного обнаруживают письмо эмиру Сеиду Алимхану от имени некоего "тимурида". 
Нить заговора "национального совета" ведет в кондитерский магазин Самарканда, где Юлдашев обнаруживает засаду председателя губчека Фомича. Чтобы обезвредить банду Курбаши, в Ургуте чекисты выдают себя за отряд личной гвардии эмира Бухары. Курбаши узнает "товарища Юлдашева", но это не дает ему преимущества.
Заговорщики Агеев и Кариев решают выставить Юлдашева предателем и нарушителем революционной законности, сфабриковав указ Совнаркома Туркестана. Однако расправу предотвращает женщина-комиссар Хадычи Аминова, призывая чекистов Юлдашева разоружиться до выяснения обстоятельств. Кариев и оказывается тем самым "тимуридом". За провал операции ему предлагают покончить жизнь самоубийством, но потом оказывается, что патроны в обойме холостые и ему поручают новую миссию: возглавить "особую дивизию туркменских стрелков" в Красноводске. 
Тем временем чекист Илья Трофимов под видом полковника Боровицкого внедряется в ряды заговорщиков и выводит их на чистую воду. Сначала разоблачают Агеева, а потом Юлдашев останавливает эшелон с туркменами, арестовывает Кариева, обвиняет его в предательстве и лично приводит приговор в исполнение. В ходе облавы на остальных заговорщиков гибнет чекист Илья Трофимов, напевая песню "Черный ворон".

## В ролях
- Мухтар Ага-Мирзаев — Камил Юлдашев, сарт из Маргелана, участник восстания 1916 года, командир эскадрона ЧОН.
- Шукур Бурханов — Азнавур-палван, адъютант Юлдашева (озвучивал Яков Беленький)
- Аббас Бакиров — Худояров, главарь заговорщиков.
- Хамза Умаров — Амин Кариев, красный командир-изменник, Тимурид, потомок Хусейна Байкара, "матерый враг советской власти"
- Владимир Емельянов — Карташев
- Юрий Дедович — чекист Илья Трофимов, он же полковник Бравицкий
- Аркадий Толбузин — Агеев
- Артык Джаллыев — Клыч
- Бакен Кыдыкеева — Хадычи Аминова
- Раджаб Адашев — красноармеец
- Туган Реджиметов — Санат Талипов, учитель, контрреволюционер (в титрах Т. Реджеметов; роль дублирует Владислав Баландин)
- Джавлон Хамраев — Шамси Киямов (в титрах не указан)